# Notre-Dame (Utrillo)
Notre-Dame (Notre-Dame) és un oli sobre cartró de 65 × 49 cm realitzat per Maurice Utrillo l'any 1909 i dipositat al Museu de l'Orangerie de París.

## Context històric i artístic
Entre 1910 i 1920, Utrillo va abandonar els motius simples en favor de les composicions més ambicioses i es va decidir per una de les catedrals franceses més antigues d'estil gòtic: Notre-Dame de París, la qual pintà en diverses ocasions. Inevitablement, el tema triat i la seua repetició recorden la sèrie de les Catedrals de Rouen realitzada per Claude Monet i exhibida el 1895 a la galeria de Paul Durand-Ruel, però Utrillo parteix d'unes preocupacions diferents a l'hora d'interpretar el motiu de la catedral. Allò que l'interessa no és el joc canviant de la llum sobre l'edifici sinó la regularitat de l'ordenament arquitectònic.
En la seua autobiografia manuscrita, Utrillo esmenta aquesta primera versió de Notre-Dame, que data el 1909:
| « | "Vaig pintar en aquesta època sobre un cartró de qualitat dubtosa o almenys una mica deteriorat, una catedral de Notre-Dame de París, que considero una de les meues millors produccions pictòriques. Aquest quadre el vaig vendre més tard per 300 francs a un cert mecenes que jo coneixia. | » |

El "mecenes" en qüestió seria el marxant d'art Libaude, que vengué la tela a Paul Guillaume.

## Descripció
La composició del quadre s'identifica amb el traçat rigorós que divideix la façana, que ocupa pràcticament tot l'espai pictòric. La catedral adquireix així un aspecte alhora auster i imponent, un efecte que és reforçat encara més pel desdibuixament de les escultures que ornen la façana, sobretot les de les portalades, i la tonalitat fosca i sorda de l'obra. A l'esquerra, algunes cases que semblen esclafades pel monument n'accentuen encara més l'escala impressionant. Utrillo sembla estar més interessat en la disposició esglaonada de les formes i no pas en la decoració esculpida o el joc de llums. Les tres portes estan rematades per una balustrada, la qual, al seu torn, està coronada per les finestres que emmarquen la rosassa del centre. Finalment, i entre les dues torres, hom pot discernir la torre construïda el 1860 segons el disseny de l'arquitecte Viollet-le-Duc.
L'absència del joc canviant de la llum elimina tota profunditat a la composició i accentua la massa de la façana, la qual es veu únicament animada pel vermell de la porta central. Aquest quadre no es va completar mai.